# Norf Norf
Singles de Vince Staples
Get Paid
(2015) Smoke & Retribution
(2016)
Norf Norf est une chanson du rappeur Vince Staples issue de l'album Summertime '06. Elle sort en single le 22 juin 2015 sur les labels ARTium Recordings et Def Jam Recordings.
Le single est certifié or aux États-Unis par la RIAA.

## Histoire

### Contenu
Norf Norf est une chanson faisant référence au quartier d'origine de Staples, North Long Beach en Californie. Le rappeur fait plusieurs fois mention de son appartenance au gang des Crips.
Le premier vers de la chanson « Bitch, you thirsty, please grab a Sprite » devient rapidement viral. La marque Sprite est la boisson favorite de Staples et l'un de leur slogan est « Obey Your Thirst ».

### Critiques
Néanmoins, ce qui va contribuer au succès de Norf Norf est une vidéo publiée en octobre 2016 par une mère chrétienne qui a écouté le morceau avec sa fille âgée de onze ans. Elle va alors publier une vidéo d'une dizaine de minutes où elle critique la chanson pour ses paroles. Recevant de nombreuses critiques pour son intervention, la mère est défendue par Staples lui-même qui explique : « Nul personne n'a besoin d'être attaquée pour ses opinions sur ce qu'elle considère être approprié pour ses enfants ». Il rajoute aussi qu'elle était "clairement confuse sur le contexte de la chanson" et lui semble être "émotionnellement instable".

## Clip
Le clip est publié le 17 juillet 2015. Tourné en noir et blanc, il montre Staples dans un véhicule de police qui le conduit au poste où il fait son mugshot. Il est par la suite interrogé par deux policiers mais la situation tourne court lorsque Staples se montre nonchalant, posant ses pieds sur la table. Il se fait alors violenter par les officiers avant d'être conduit dans sa cellule,.